# Згорња Брежница
Згорња Брежница (словен. Zgornja Brežnica) је насељено место у општини Словенска Бистрица, Подравска регија, Словенија.

## Историја
До територијалне реорганизације у Словенији била је у саставу старе општине Словенска Бистрица.

## Становништво
У попису становништва из 2011. године, Згорња Брежница је имала 76 становника.
| Број становника према пописима | Број становника према пописима | Број становника према пописима |
| ------------------------------ | ------------------------------ | ------------------------------ |
| 1991                           | 2002                           | 2011                           |
| 72                             | 69                             | 76                             |

Напомена: Године 1987. умањено за део насеља који је припојено насељу Хошница, исте године умањено за део насеља које је припојено насељу Долги Врх, а умањено за део насеља који је спојен са издвојеним деловима из насеља Жабљек, Лапорје и Разгор при Жабљеку у ново самостално насеље Крижни Врх.